# بخش کالاکوریچی
بخش کالاکوریچی (به انگلیسی: Kallakurichi district) یک منطقهٔ مسکونی در هند است که در تامیل‌نادو واقع شده‌است. بخش کالاکوریچی ۳٬۵۲۰ کیلومتر مربع مساحت و ۱٬۶۸۲٬۶۸۷ نفر جمعیت دارد.